# Guanghan
Guanghan, tidigare stavat Kwanghan, är en stad på häradsnivå som lyder under Deyangs stad på prefekturnivå i Sichuan-provinsen i sydvästra Kina. Det ligger omkring 42 kilometer nordost om provinshuvudstaden Chengdu. 
Orten är främst känd för den arkeologiska fyndplatsen Sanxingdui.